# Liga Sprawiedliwych
Liga Sprawiedliwych (ang. Justice League, 2001–2004) – serial animowany produkcji amerykańskiej, na podstawie serii komiksowych Justice League, nadawany przez kanał telewizyjny Cartoon Network w bloku Toonami.
Serial opowiada o losach grupy 7 superbohaterów, którzy postanowili działać razem jako Liga Sprawiedliwych.

## Bohaterowie
- Batman (Bruce Wayne) – przywódca ligi. To geniusz i wybitny strateg. Do tego jest bardzo szybki i zwinny, zna sztuki walki i świetnie walczy oraz używa nowoczesnych gadżetów. W późniejszych odcinkach widać, że łączą go z Dianą jakieś głębsze uczucia, których nie chce ujawnić, ale i tak można zauważyć, że on i Diana są ze sobą choć o tym „nie wiedzą”.
- Flash (Wally West/Barry Allen) – Flash potrafi biegać z prędkością dźwięku, łamiąc wszelkie prawa fizyki, co wpływa na jego metabolizm, musi jeść za stu ludzi. Flash jest typem „macho” próbuje się umówić z każdą panną, zawsze uważa, że podoba się wszystkim dziewczynom.
- Marsjanin Łowca (ang. Martian Manhunter) (J’onn J’onz) – J'onn jest telepatą. Posiada też umiejętność zmiany kształtu oraz właściwości „ducha” – potrafi stawać się niematerialnym, co umożliwia mu przenikanie przez obiekty i ochronę przed pociskami.
- Sokolica (ang. Hawkgirl) (Shayera Hols) – Sokolica potrafi latać, a dzięki swojemu morgenszternowi jest w stanie miotać potężną energią rozpraszającą magię. W późniejszych odc. widać, że między nią a Zieloną Latarnią rodzi się uczucie. Najlepszym na to dowodem jest to, że w odcinku 49 wyznają to sobie i się całują.
- Superman (Clark Kent / Kal-El) – pochodzi z planety Krypton, jest bardzo silny i szybki. Potrafi również latać oraz strzelać laserem z oczu i zamrażać oddechem. Traci moce w kontakcie z Kryptonitem i magią, nie widzi przez ołów.
- Wonder Woman (Księżniczka Diana z Themisciry / Amazonka) – Diana jest bardzo silna, potrafi latać, a jej kostium jest ognioodporny. Jej lasso każe owiniętemu mówić prawdę. Od pierwszego momentu gdy Diana spotkała się z Batmanem było widać, że między nimi coś zaczyna iskrzyć po niektórych odc. można wywnioskować, że są ze sobą.
- Zielona Latarnia (ang. Green Lantern) (John Stewart) – John dzięki magicznemu pierścieniowi potrafi latać, strzelać pociskami i tworzyć pola siłowe. W jednym z odc. gdy Zielona Latarnia trafia do przyszłości spotyka tam swojego syna, którego matką jest Shayera.

## Odcinki
- Serial składa się z dwóch serii po 26 odcinków (w sumie 52 odcinki).
- Serial był emitowany w Cartoon Network w bloku Toonami od 30 września 2002 roku (I seria – odcinki 1–26).
- II seria (odcinki 27–52) pojawiła się 6 września 2004 roku.
- 6 czerwca 2006 serial został zastąpiony przez serial „Batman przyszłości”.
- Odcinek „U źródeł tajemnicy” był często pokazywany jako jeden, godzinny film. W polskim CN był tak wyemitowany 2 razy w 2002 roku: 30 września (premiera serialu) oraz 5 października.
- Dalsze losy Ligi są ukazane i kontynuowane w serialu „Liga Sprawiedliwych bez granic”.

Bohaterów „Ligi Sprawiedliwych” możemy oglądać również w serialu nieemitowanym w Polsce „Static Shock” w odcinkach:
- 34. i 36. „A League Of Their Own”
- 43. „Fallen Hero”

### Spis odcinków
| Premiera odcinka | N/o | Polski tytuł                 | Angielski tytuł        |
| ---------------- | --- | ---------------------------- | ---------------------- |
|                  |     |                              |                        |
| SERIA PIERWSZA   |     |                              |                        |
|                  |     |                              |                        |
| 30.09.2002       | 01  | U źródeł tajemnicy           | Secret Origins         |
| 30.09.2002       | 02  | U źródeł tajemnicy           | Secret Origins         |
| 30.09.2002       | 03  | U źródeł tajemnicy           | Secret Origins         |
|                  |     |                              |                        |
| 01.10.2002       | 04  | W najczarniejszą noc         | In Blackest Night      |
| 02.10.2002       | 05  | W najczarniejszą noc         | In Blackest Night      |
|                  |     |                              |                        |
| 03.10.2002       | 06  | Podwodny wróg                | The Enemy Below        |
| 04.10.2002       | 07  | Podwodny wróg                | The Enemy Below        |
|                  |     |                              |                        |
| 07.10.2002       | 08  | Powszechna niesprawiedliwość | Injustice for All      |
| 08.10.2002       | 09  | Powszechna niesprawiedliwość | Injustice for All      |
|                  |     |                              |                        |
| 09.10.2002       | 10  | Utracony Raj                 | Paradise Lost          |
| 10.10.2002       | 11  | Utracony Raj                 | Paradise Lost          |
|                  |     |                              |                        |
| 11.10.2002       | 12  | Świat Wojny                  | War World              |
| 14.10.2002       | 13  | Świat Wojny                  | War World              |
|                  |     |                              |                        |
| 18.11.2002       | 14  | Odważni i bezwzględni        | The Brave and the Bold |
| 19.11.2002       | 15  | Odważni i bezwzględni        | The Brave and the Bold |
|                  |     |                              |                        |
| 15.10.2002       | 16  | Furia                        | Fury                   |
| 16.10.2002       | 17  | Furia                        | Fury                   |
|                  |     |                              |                        |
| 17.10.2002       | 18  | Legendy                      | Legends                |
| 18.10.2002       | 19  | Legendy                      | Legends                |
|                  |     |                              |                        |
| 21.10.2002       | 20  | Rycerz Cienia                | A Knight of Shadows    |
| 22.10.2002       | 21  | Rycerz Cienia                | A Knight of Shadows    |
|                  |     |                              |                        |
| 23.10.2002       | 22  | Metamorfoza                  | Metamorphosis          |
| 24.10.2002       | 23  | Metamorfoza                  | Metamorphosis          |
|                  |     |                              |                        |
| 25.10.2002       | 24  | Czas Dzikosa                 | The Savage Time        |
| 28.10.2002       | 25  | Czas Dzikosa                 | The Savage Time        |
| 29.10.2002       | 26  | Czas Dzikosa                 | The Savage Time        |
|                  |     |                              |                        |
| SERIA DRUGA      |     |                              |                        |
|                  |     |                              |                        |
| 06.09.2004       | 27  | Zmierzch                     | Twilight               |
| 07.09.2004       | 28  | Zmierzch                     | Twilight               |
|                  |     |                              |                        |
| 08.09.2004       | 29  | Tabula Raza                  | Tabula Rasa            |
| 09.09.2004       | 30  | Tabula Raza                  | Tabula Rasa            |
|                  |     |                              |                        |
| 10.09.2004       | 31  | To tylko sen                 | Only a Dream           |
| 13.09.2004       | 32  | To tylko sen                 | Only a Dream           |
|                  |     |                              |                        |
| 14.09.2004       | 33  | Honorowa Dziewczyna          | Maid of Honor          |
| 15.09.2004       | 34  | Honorowa Dziewczyna          | Maid of Honor          |
|                  |     |                              |                        |
| 16.09.2004       | 35  | Serca i umysły               | Hearts and Minds       |
| 17.09.2004       | 36  | Serca i umysły               | Hearts and Minds       |
|                  |     |                              |                        |
| 20.09.2004       | 37  | Lepszy świat                 | A Better World         |
| 21.09.2004       | 38  | Lepszy świat                 | A Better World         |
|                  |     |                              |                        |
| 22.09.2004       | 39  | Zaćmienie                    | Eclipsed               |
| 23.09.2004       | 40  | Zaćmienie                    | Eclipsed               |
|                  |     |                              |                        |
| 24.09.2004       | 41  | Terror zza grobu             | Terror Beyond          |
| 30.09.2004       | 42  | Terror zza grobu             | Terror Beyond          |
|                  |     |                              |                        |
| 01.10.2004       | 43  | Tajne Stowarzyszenie         | Secret Society         |
| 04.10.2004       | 44  | Tajne Stowarzyszenie         | Secret Society         |
|                  |     |                              |                        |
| 05.10.2004       | 45  | Później                      | Hereafter              |
| 06.10.2004       | 46  | Później                      | Hereafter              |
|                  |     |                              |                        |
| 15.10.2004       | 47  | Radość i pocieszenie         | Comfort and Joy        |
|                  |     |                              |                        |
| 18.10.2004       | 48  | As w rękawie                 | Wild Cards             |
| 19.10.2004       | 49  | As w rękawie                 | Wild Cards             |
|                  |     |                              |                        |
| 31.01.2005       | 50  | Niepisane w gwiazdach        | Starcrossed            |
| 01.02.2005       | 51  | Niepisane w gwiazdach        | Starcrossed            |
| 02.02.2005       | 52  | Niepisane w gwiazdach        | Starcrossed            |
|                  |     |                              |                        |

## Książki
W 2008 roku Wydawnictwo Siedmioróg we współpracy z DC Comics zaczęło wydawać książki o Lidze Sprawiedliwych. Serie wykorzystujące wizerunek superbohaterów z Ligi Sprawiedliwych to malowanki i towarzyszące im krótkie opowiadania: Rój, Jednoosobowa Liga Sprawiedliwych, Lustro, Eclipso, Batman kontra Eclipso oraz powieści: U źródeł tajemnicy, W najczarniejszą noc, Czerwona sprawiedliwość.